# Surbus
SURBÚS es la empresa concesionaria del transporte público de autobuses en la ciudad de Almería. Fue establecida el día 7 de julio del año 1998 tras aprobar el Ayuntamiento de Almería la cesión del transporte urbano a la empresa ALSA Grupo S.L.U.
Actualmente tiene en servicio 16 líneas diferentes urbanas, un tren turístico, otro para la Romería de la Virgen del Mar y 7 nocturnos para la Feria de Almería, los cuales únicamente operan durante los días en los que se celebra dicha festividad, uniendo el recinto ferial de Almería con el resto de la ciudad. Además, por las mañanas se dos líneas de refuerzo para dar servicio a los alumnos de la Universidad de Almería.

## Historia

### Orígenes
Creada en 1998, sustituyendo a la antigua empresa de transporte urbano Albus, es gestionada por una unión temporal de empresas de Alsina Graells, Continental Auto, Damas, ACS y TRAP. En el 2008 cambia de titularidad, a Next Continental Holdings, grupo empresarial que opera a través de Alsa.

### 2010-2020
En el año 2012, se crena una serie de líneas para mejorar la conexión de la parte levante del municipio con la ciudad. Se crean la línea 15, que conecta Hospital del Toyo con la Universidad; la 21, que une Cuevas de Los Medina con el Hospital del Toyo; y la 22, que conecta la Estación Intermodal con el aeropuerto y El Alquián.
Con la mejora de la nueva web en el 2013, podía consultarse los tiempos de espera en tiempo real de cada autobús en cada parada, asimismo, la App permitía realizar esa consulta.
En el 2015, incorpora a la flota el tercer autobús articulado para prestar servicios en las líneas universitarias en horas de mayor demanda. Tienen 18 metros de longitud y una capacidad de 149 usuarios, 38 de ellos sentados.
En el 2017 se hace una reestructuración para dar mayor servicio a la zona de levante, concretamente a los hoteles del Toyo. La línea 20, pasa a conectar el centro con La Cañada y El Alquián, sin pasar por el Toyo. Por otro lado, la línea 30, pasa a unir el centro de la ciudad con el Aeropuerto y El Toyo. Por último, se crea la línea 31, que une el centro con Retamar de forma directa por la AL-12.
En el 2018 implanta el servicio de transbordo gratuito entre líneas en un plazo máximo de 60 minutos, con la intención de incentivar el uso del autobús.  Ese año tiene la última reestructuración de líneas, creando tres nuevas: la 19 que conecta la residencia universitaría Civitas con la Universidad de Almería; la 8, que conecta el barrio de Los Molinos con el Centro Comercial de Torrecárdenas; y la 15, que conecta de manera circular los barrios de Levante como Venta Gaspar, Costacabana, Loma Cabrera y El Alquián con la Universidad de Almería. Asimismo se cambiaron y aumentaron las frecuencias en otras líneas como la 4, 20 y 31. Asimismo con la modificación del recorrido de la línea 20, se adquirió el autobús más moderno de la flota, cien por cien accesible, incluso por personas invidentes, y disponiendo de seis puntos de recarga de móviles.
Desde marzo del año 2019, las líneas que llegan a la Universidad de Almería disponen de wifi gratuito para los usuarios, con la intención de implantarlo progresivamente en el resto de líneas. Asimismo, se adaptaron 10 autobuses que permitían el pago del billete mediante tarjeta o teléfono móvil.

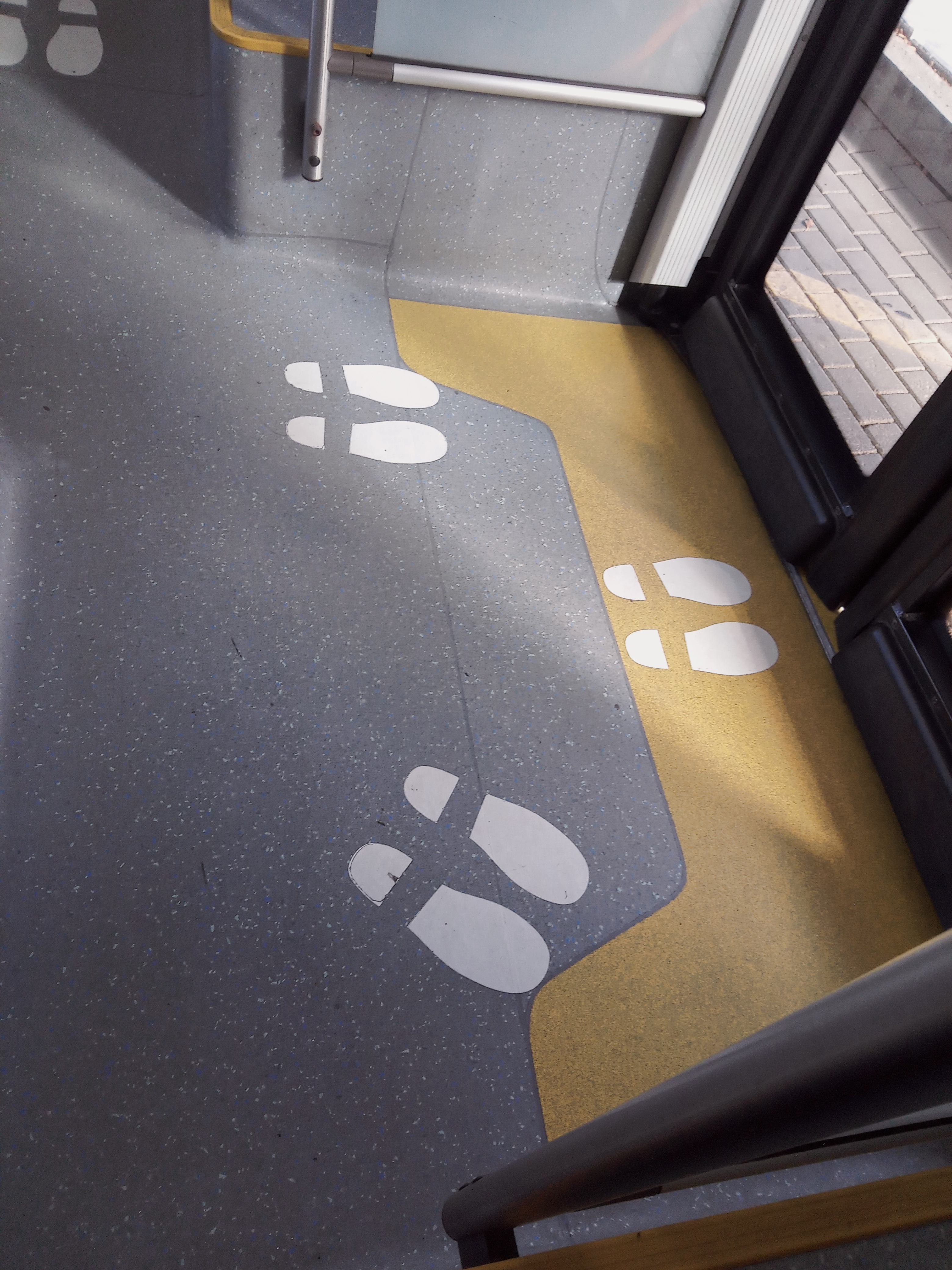
Huellas para mantener la distancia de seguridad en el autobús

### 2020-
Durante el confinamiento por la COVID-19, se suprimieron las líneas universitarias, la 1 y se redujo la frecuencia de autobuses. Asimismo, se prohibió el pago en metálico del billete, pudiendo hacerse a través de tarjeta o móvil. y se limitó a 30 el número de pasajeros en los autobuses. Durante ese período se redujo en un 92% el número de viajeros.
En 2021 se incorpora a la flota el primer autobús eléctrico, con capacidad para 67 personas y una autonomía de 200 kilómetros.
En diciembre, la empresa adquiere 13 autobuses híbridos, convirtiéndose en el 30% de la flota con estas características. Estos nuevos autobuses cuentan con luces LED, cargadores USB y más espacio para personas con movilidad reducida.

## Uso de las líneas
Desde el 2010, que fue cuando empezó a tomarse datos del número de usuarios, estos han ido incrementándose año a año, exceptuando el 2013, que sufrió una bajada. Concretamente, entre 2010 y 2018, se han incrementado los viajeros en un 11,28%. A partir de 2017, se superó la barrera de los 8 millones de usuarios. La línea con más usuarios es la 18, que supera anualmente el millón de viajeros, seguidas por las líneas 2, 11 y 12. Por otro lado, en el 2019, las líneas que más incrementaron sus usuarios fueron la 5, la 8 y la 19.
Tras la Pandemia de COVID-19 el número de viajeros de desplomó, con cifras en 2021 de algo más de 5'4 millones de usuarios. En el año 2023, ya se recuperó un número de usuarios similar al 2019, superando los 8 millones de usuarios. En ese mismo año, las líneas con más usuarios fueron la 18, con 1.378.507; la 12 con 835.047 y la 5  con 761.074. 
| Año  | Viajeros  | Viajeros      | Viajeros |
| ---- | --------- | ------------- | -------- |
| 2010 | 7.353.141 | -             |          |
| 2011 | 7.440.043 | Crecimiento   |          |
| 2012 | 7.511.000 | Crecimiento   |          |
| 2013 | 7.382.189 | Decrecimiento |          |
| 2014 | 7.557.138 | Crecimiento   |          |
| 2015 | 7.764.592 | Crecimiento   |          |
| 2016 | 7.931.811 | Crecimiento   |          |
| 2017 | 8.182.659 | Crecimiento   |          |
| 2018 | 8.462.065 | Crecimiento   |          |
| 2019 | 8.817.195 | Crecimiento   |          |
| 2020 | Sin datos | -             |          |
| 2021 | 5.437.480 | Decrecimiento |          |
| 2022 | 6.959.741 | Crecimiento   |          |
| 2023 | 8.038.218 | Crecimiento   |          |

## Líneas
En la siguiente tabla se detallan las líneas actualmente operativas así como sus rutas y frecuencias:

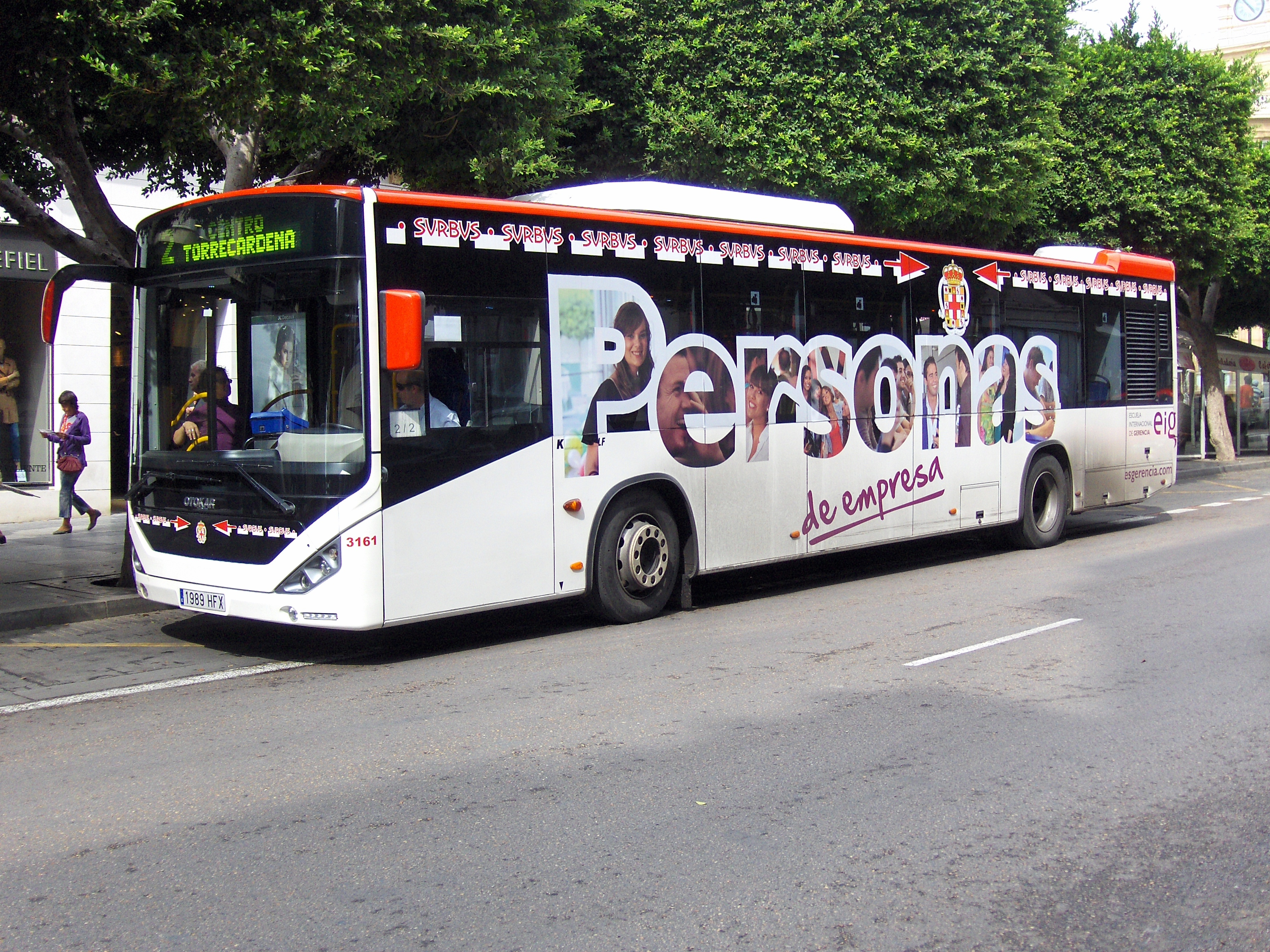
L-2 en el Paseo de Almería

| Cartel | Línea | Trayecto                                                                                                  | Frecuencia en días laborables                                 | Frecuencia en sábados                                    | Frecuencia en domingos y festivos                        |
| ------ | ----- | --- | ------------------------------------------------------------- | -------------------------------------------------------- | -------------------------------------------------------- |
|        | 1     | Casco histórico                                                                                           | 20 minutos                                                    | 20 minutos hasta las 14:00 después 40 minutos            | 40 minutos                                               |
|        | 2     | Hospital Torrecárdenas                                                                                    | 15 minutos                                                    | 25 minutos                                               | 30 minutos                                               |
|        | 3     | Torrecárdenas - Nueva Almería                                                                             | 70 minutos                                                    | 70 minutos                                               | 70 minutos                                               |
|        | 4     | Torrecárdenas - La Goleta - Universidad                                                                   | 70 minutos (llegada hasta Nueva Almería entre julio y agosto) | Sin servicio                                             | Sin servicio                                             |
|        | 5     | Centro - Villa Blanca - Centro Comercial Torrecárdenas                                                    | 15 minutos                                                    | 15 minutos                                               | 25 minutos                                               |
|        | 6     | El Puche - Pescadería                                                                                     | 20 minutos                                                    | 25 minutos                                               | 35 minutos                                               |
|        | 7     | Piedras Redondas - La Goleta                                                                              | 20/30 minutos                                                 | 30/40 minutos                                            | 40 minutos                                               |
|        | 8     | Los Molinos - Centro Comercial Torrecárdenas                                                              | 60 minutos                                                    | 60 minutos                                               | Sin servicio                                             |
|        | 11    | Zapillo - Universidad - Nueva Andalucía                                                                   | 20 minutos (Hasta Nueva Almería en agosto)                    | 30 minutos (llega hasta Nueva Almería)                   | 30 minutos (llega hasta Nueva Almería)                   |
|        | 12    | Nueva Andalucía - Universidad - Zapillo                                                                   | 20 minutos (Hasta Nueva Almería en agosto)                    | 30 minutos (llega hasta Nueva Almería)                   | 30 minutos (llega hasta Nueva Almería)                   |
|        | 15    | Circular Levante (Retamar - El Alquián - Venta Gaspar - La Cañada - Universidad de Almería - Costacabana) | 90 minutos                                                    | Sin servicio                                             | Sin servicio                                             |
|        | 18    | Torrecárdenas - Costacabana                                                                               | 20 minutos                                                    | 30 minutos                                               | 60 minutos/ Verano 30 min                                |
|        | 19    | Gregorio Marañón "La Salle" - Universidad                                                                 | 30 minutos                                                    | Sin servicio                                             | Sin servicio                                             |
|        | 20    | Centro - Hospital El Toyo                                                                                 | 30 minutos (2 servicios diarios a Cuevas de los Medinas)      | 60 minutos (3 servicios diarios a Cuevas de los Medinas) | 60 minutos (3 servicios diarios a Cuevas de los Medinas) |
|        | 30    | Almería - Aeropuerto - Retamar                                                                            | 35 minutos                                                    | 35 minutos                                               | 50 minutos                                               |
|        | 31    | Retamar (directo)                                                                                         | 70 minutos                                                    | Sin servicio                                             | Sin servicio                                             |

### Líneas especiales
- Tren turístico. Opera de abril a diciembre en fines de semana y festivos, excepto en julio, agosto y septiembre cuya frecuencia es diaria. Recorre el centro de la ciudad con paradas en lugares turísticos como la Alcazaba, Catedral o Plaza Vieja.[23]
- Línea 38. Es una línea que funciona el día de la Romería de Torregarcía, con servicios por la mañana y tarde.[2]

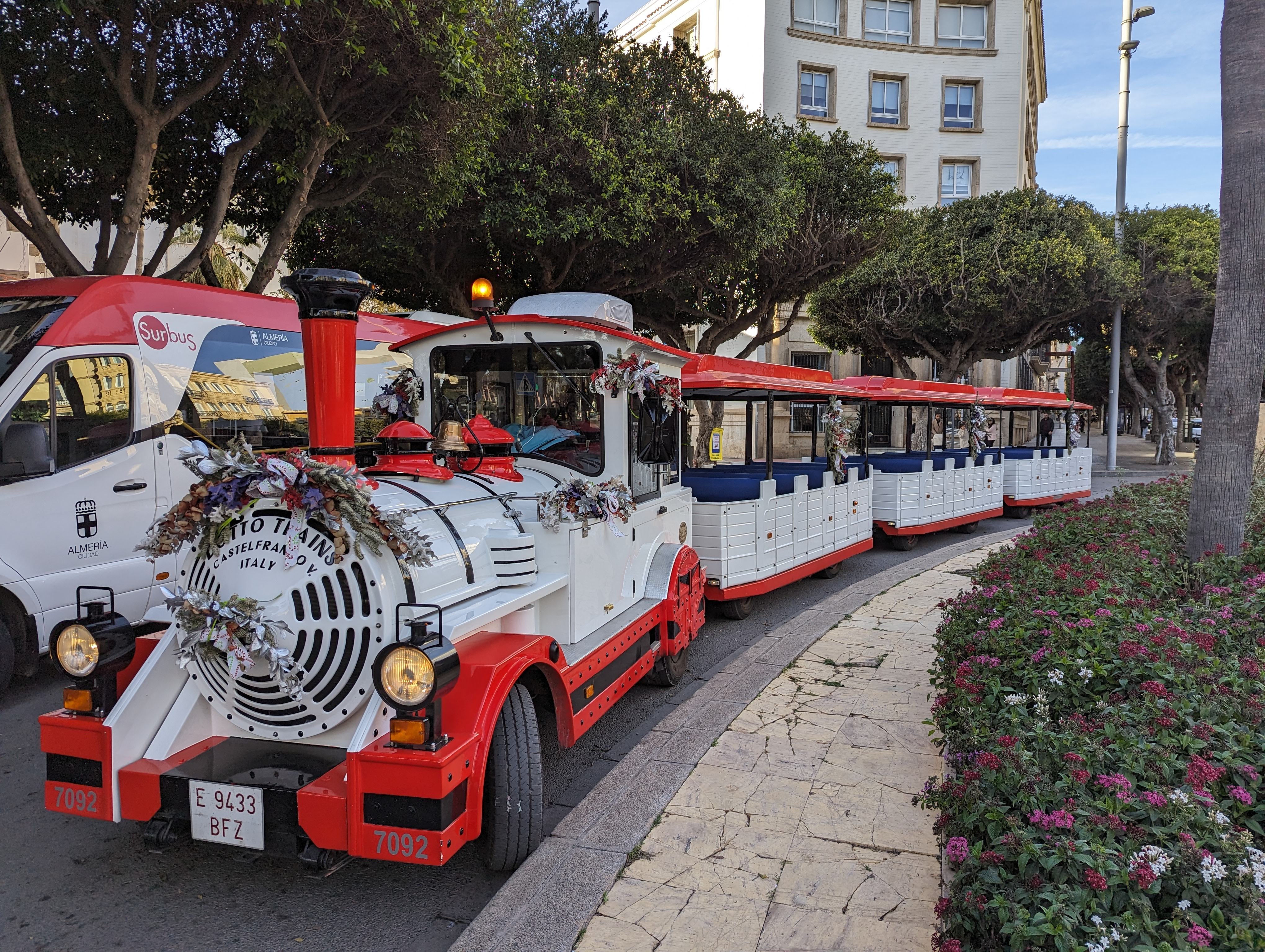
Tren turístico, Línea 1

### Líneas paraFiestas Patronalesen honor a laVirgen del Mar
En periodo de Fiestas Patronales, Surbus activa más de 20 autobuses, distribuidos en seis líneas que unen el recinto ferial con las áreas de Almería Capital. Los servicios comienzan a las 20:00 horas, finalizando los mismos a las 7:00 horas del día siguiente, con una frecuencia de 20 minutos. Se aplica tarifa de billete especial.
- Línea F1: Circular Norte - Sur: Une el recinto ferial con la Avenida del Mediterráneo y Avenida Federico García Lorca.[25]
- Línea F2: Circular Sur - Norte: Une el recinto ferial con la Avenida del Mediterráneo, Avenida Cabo de Gata, Oliveros y "La Salle".[26]
- Línea F3: Pescadería - Feria: Une el recinto ferial con la Avenida del Mediterráneo, Avenida Cabo de Gata y el barrio de Pescadería.[27]
- Línea F4: Piedra Redondas - Feria: Une el recinto ferial con la Carretera de Sierra Alhamilla, Estación Intermodal, Carretera de Ronda, barrio de Los Ángeles y el barrio de Piedra Redondas.[28]
- Línea F5: El Alquián - Feria: Une el recinto ferial con las barriadas de La Cañada de San Urbano y El Alquián.[29]
- Línea F6: Retamar - Feria: Une el recinto ferial con Retamar, mediante Avenida de la Vega de Acá, Avenida de Cabo de Gata, AL-3202 y Costacabana.[30]
- Línea F7: Torrecardenas - Feria: Une el recinto ferial con Torrecárdenas, a través de Los Molinos y Villablanca.[31]
- Línea F8: Cruz Roja - Feria: Une Carretera de Ronda y la Estación Intermodal con la feria a través de la Av. Cabo de GataMapa con las líneas de autobuses que discurren por la ciudad. Se encuentra desactualizado al no existir algunas

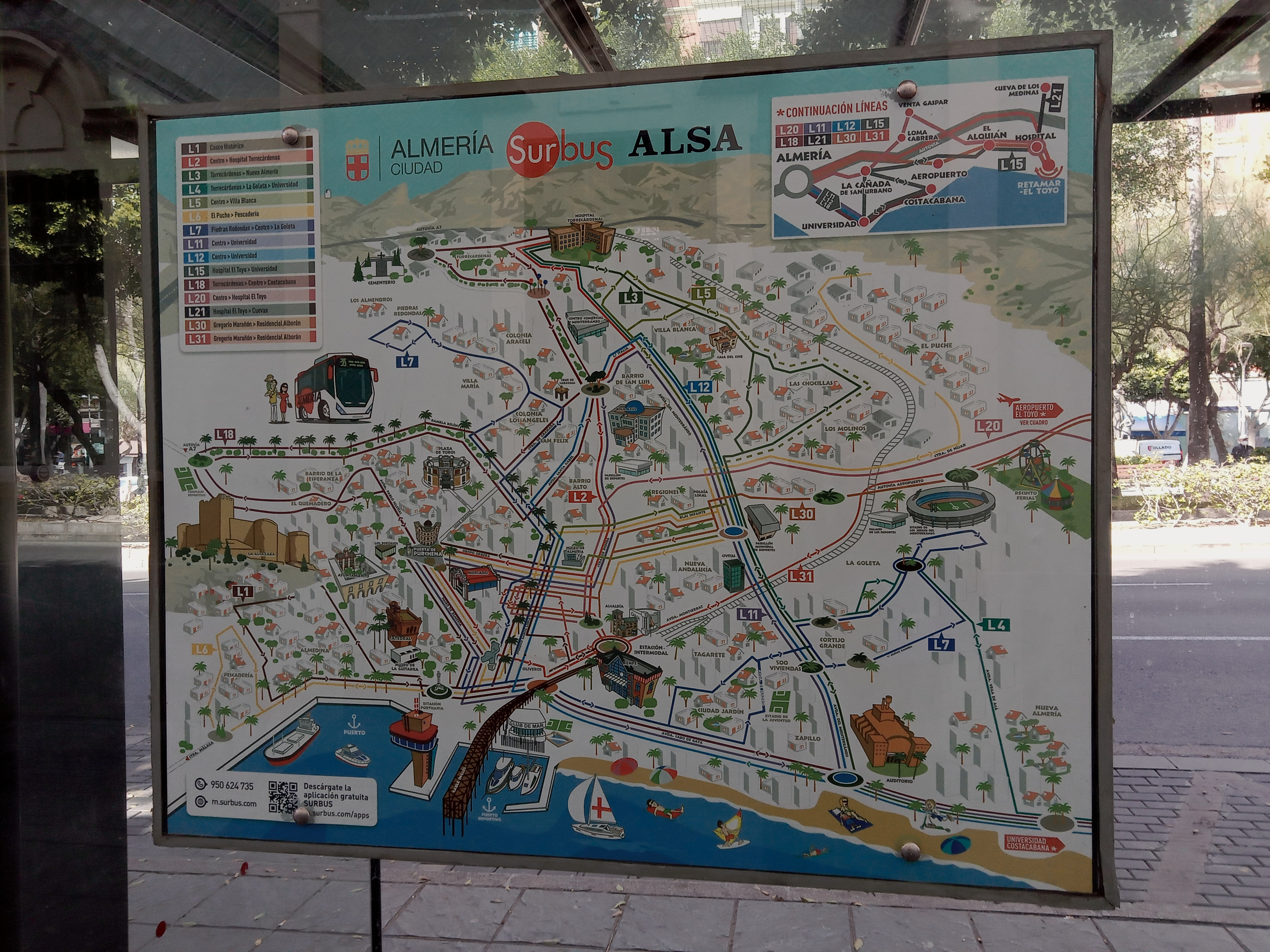
Mapa con las líneas de autobuses que discurren por la ciudad. Se encuentra desactualizado al no existir algunas

### Líneas desaparecidas
- Línea 21: Unía el Hospital del Toyo con Cuevas de los Medinas, tenía dos servicios diarios en laborales y tres en fines de semana.[32][33]
- Línea 22: Unía la Estación Intermodal con el Aeropuerto y El Alquián.[33][34]

## Precios

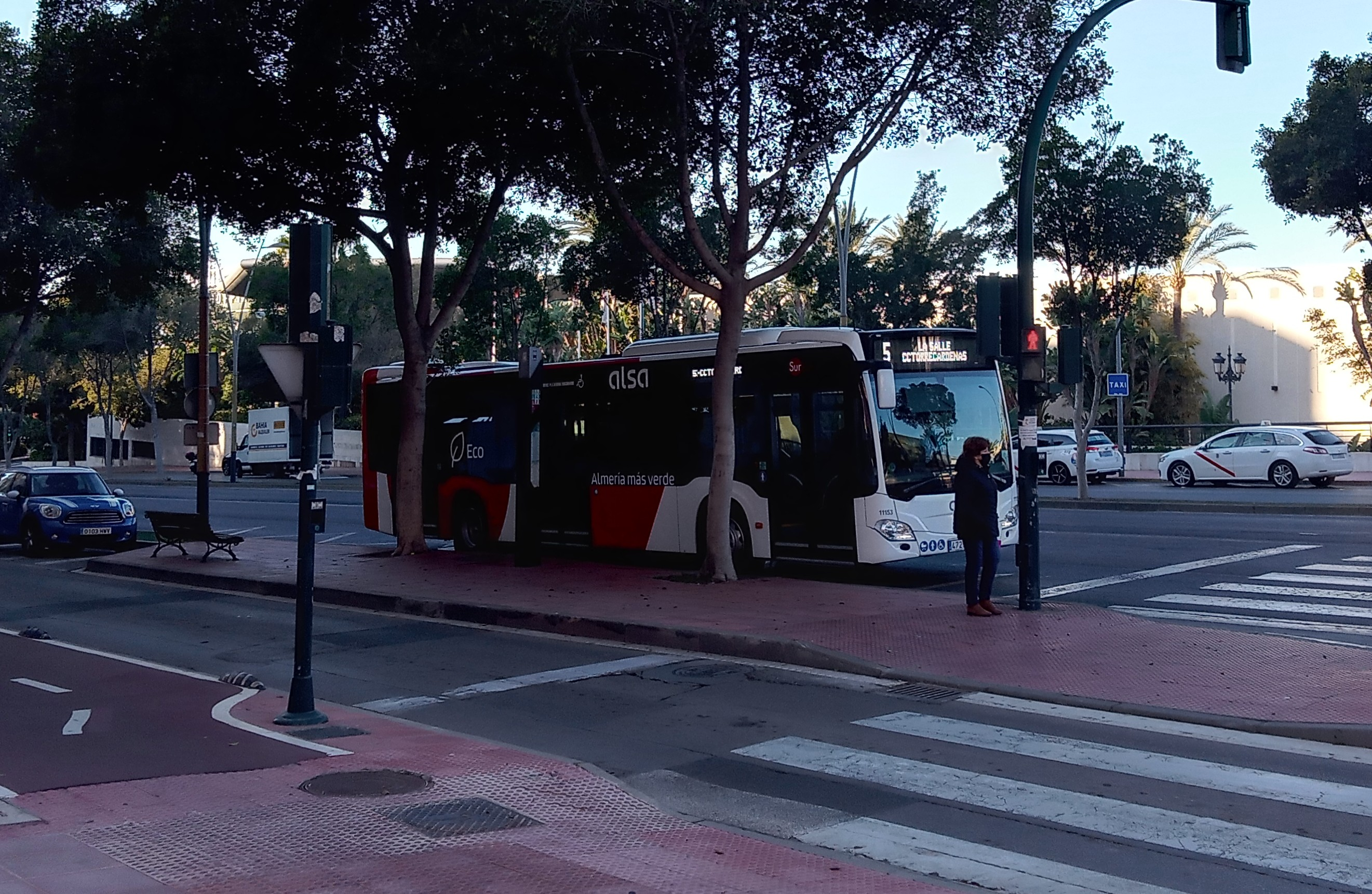
Autobús 100% eléctrico

## Precios[35]
| Descripción                | Precio  | Observaciones                                         |
| -------------------------- | ------- | ----------------------------------------------------- |
| Billete común              | 1,05 €  |                                                       |
| Billete transbordo         | 1,30 €  | Transbordo máximo en 60 minutos                       |
| Billete especial           | 1,30 €  | Día de Romería y Fiestas Patronales                   |
| Bonobús                    | 7,40 €  | 10 viajes                                             |
| Bonobús pensionista        | 2,85 €  | 10 viajes                                             |
| Bonobús universitario      | 5,55 €  | 10 viajes                                             |
| Bonobús mensual libre      | 32,45 € | Sin límite de uso                                     |
| Bonobús mensual estudiante | 27,50 € | Sin límite de uso                                     |
| Bonobús estudiante 10      | 11,85€  | Sólo para empadronados en Almería, sin límite de uso. |

## Flota
| Número | Matrícula  | Chasis                                 | Carrocería          | Alta                    | Baja | Observaciones                                                  |
| ------ | ---------- | -------------------------------------- | ------------------- | ----------------------- | ---- | -------------------------------------------------------------- |
| 1      | AL-11904   | Berliet                                |                     | 1962                    | BAJA |                                                                |
| 2      | AL-32150   | Barreiros S-35                         |                     | 1968                    | BAJA |                                                                |
| 4      | AL-38187   | Barreiros S-35                         |                     | 28/08/1970              | BAJA |                                                                |
| 72     | AL-2890-A  | Barreiros 6000                         |                     | 1972                    | BAJA |                                                                |
| 75     | AL-3448-A  | Pegaso 5062A                           |                     | 1972                    | BAJA | Articulado                                                     |
| 77     | AL-7545-A  | Pegaso 5080                            |                     | 1973                    | BAJA |                                                                |
| 111    | AL-8554-P  | Volvo B10M                             | Hispano VOV         | 20/05/1991              | BAJA |                                                                |
| 112    | AL-8555-P  | Volvo B10M                             | Hispano VOV         | 20/05/1991              | BAJA | A 26 Transportes Arana (GR) >> Rematriculado 4256 BSX          |
| 113    | AL-8557-P  | Volvo B10M                             | Hispano VOV         | 20/05/1991              | BAJA |                                                                |
| 114    | AL-8552-P  | Volvo B10M                             | Hispano VOV         | 17/05/1991              | BAJA |                                                                |
| 115    | AL-8314-P  | Volvo B10M                             | Hispano VOV         | 13/05/1991              | BAJA |                                                                |
| 116    | AL-8553-P  | Volvo B10M                             | Hispano VOV         | 17/05/1991              | BAJA |                                                                |
| 117    | AL-8556-P  | Volvo B10M                             | Hispano VOV         | 20/05/1991              | BAJA |                                                                |
| 118    | AL-8311-P  | Volvo B10M                             | Hispano VOV         | 13/05/1991              | BAJA |                                                                |
| 119    | AL-8551-P  | Volvo B10M                             | Hispano VOV         | 17/05/1991              | BAJA |                                                                |
| 120    | AL-8317-P  | Volvo B10M                             | Hispano VOV         | 13/05/1991              | BAJA |                                                                |
| 121    | AL-8318-P  | Volvo B10M                             | Hispano VOV         | 13/05/1991              | BAJA |                                                                |
| 122    | AL-8313-P  | Volvo B10M                             | Hispano VOV         | 13/05/1991              | BAJA | A Fuengirola (MA)                                              |
| 123    | AL-8312-P  | Volvo B10M                             | Hispano VOV         | 13/05/1991              | BAJA |                                                                |
| 124    | AL-8315-P  | Volvo B10M                             | Hispano VOV         | 13/05/1991              | BAJA |                                                                |
| 125    | AL-8316-P  | Volvo B10M                             | Hispano VOV         | 20/05/1991              | BAJA |                                                                |
| 126    | AL-1323-W  | Volvo B10M                             | Castrosua CS40 City | 24/08/1994              | BAJA | En 2009, renumerado 5401                                       |
| 127    | AL-1324-W  | Volvo B10M                             | Castrosua CS40 City | 24/08/1994              | BAJA |                                                                |
| 128    | AL-1321-W  | Volvo B10M                             | Castrosua CS40 City | 24/08/1994              | BAJA | En 2009, renumerado 5402                                       |
| 129    | AL-1322-W  | Volvo B10M                             | Castrosua CS40 City | 24/08/1994              | BAJA | En 2009, renumerado 5403                                       |
| 242    | AL-4741-B  | Pegaso 5061                            |                     | 1974                    | BAJA |                                                                |
| 243    | AL-4742-B  | Pegaso 5062A                           |                     | 1974                    | BAJA | Articulado                                                     |
| 245    | AL-5223-B  | Pegaso 5062A                           |                     | 1974                    | BAJA | Articulado                                                     |
| 246    | AL-8871-B  | Pegaso 5062                            |                     | 27/05/1975              | BAJA |                                                                |
| 247    | AL-8872-B  | Pegaso 5062                            |                     | 27/05/1975              | BAJA |                                                                |
| 248    | AL-8873-B  | Pegaso 5062                            |                     | 27/05/1975              | BAJA |                                                                |
| 249    | AL-9923-B  | Pegaso 5062                            |                     | 24/06/1975              | BAJA |                                                                |
| 261    | AL-3063-C  | Pegaso 6035                            |                     | 25/02/1976              | BAJA |                                                                |
| 264    | M-8047-E   | Pegaso 6035                            | Marrodán            | 28/04/1972              | BAJA | Ex 669 EMT Madrid (M)                                          |
| 265    | M-8049-E   | Pegaso 6035                            | Hugas               | 28/04/1972              | BAJA | Ex 667 EMT Madrid (M)                                          |
| 266    | M-6968-F   | Pegaso 6035                            | Hugas               | 30/05/1972              | BAJA | Ex 681 EMT Madrid (M)                                          |
| 269    | M-1451-G   | Pegaso 6035                            |                     | 13/06/1972              | BAJA | Ex 668 EMT Madrid (M)                                          |
| 273    | M-5561-AD  | Pegaso 6025                            |                     | 27/04/1974              | BAJA | Ex 1124 EMT Madrid (M)                                         |
| 274    | M-7720-AD  | Pegaso 6025                            |                     | 07/05/1974              | BAJA | Ex 1116 EMT Madrid (M)                                         |
| 281    | AL-0849-J  | Pegaso 5317                            | Cilsac Urci         | 22/08/1986              | BAJA |                                                                |
| 282    | AL-0885-J  | Pegaso 5317                            | Cilsac Urci         | 26/08/1986              | BAJA |                                                                |
| 283    | AL-0937-J  | Pegaso 5317                            | Cilsac Urci         | 29/08/1986              | BAJA |                                                                |
| 284    | AL-4680-J  | Pegaso 5317                            | Cilsac Urci         | 13/01/1987              | BAJA |                                                                |
| 311    | AL-1289-W  | Scania L113CLL                         | Castrosua CS40 City | 23/08/1994              | BAJA | A 47 Autobuses de Calo (C)                                     |
| 312    | AL-1293-W  | Scania L113CLL                         | Castrosua CS40 City | 23/08/1994              | BAJA | A 50 Autobuses de Calo (C)                                     |
| 313    | AL-1292-W  | Scania L113CLL                         | Castrosua CS40 City | 23/08/1994              | BAJA | A 49 Autobuses de Calo (C)                                     |
| 314    | AL-1294-W  | Scania L113CLL                         | Castrosua CS40 City | 23/08/1994              | BAJA | A 27 Transportes Arana (GR) >> Rematriculado 4261 BSX          |
| 315    | AL-1290-W  | Scania L113CLL                         | Castrosua CS40 City | 23/08/1994              | BAJA | A Autogranadina (GR) >> Rematriculado 8281 BPM                 |
| 316    | AL-1291-W  | Scania L113CLL                         | Castrosua CS40 City | 23/08/1994              | BAJA |                                                                |
| 341    | AL-8874-B  | Pegaso 5062                            |                     | 27/05/1975              | BAJA |                                                                |
| 361    | M-2158-G   | Pegaso 6035                            |                     | 14/06/1972              | BAJA | Ex 690 EMT Madrid (M)                                          |
| 421    | AL-0715-P  | Mercedes-Benz O305                     |                     | 10/10/1990 (03/11/1976) | BAJA | Ex 136 SWS (Solingen, Alemania)                                |
| 422    | AL-5069-V  | Mercedes-Benz O305                     |                     | 1994 (1983)             | BAJA | Ex 117 ESWE (Wiesbe, Alemania)                                 |
| 423    | AL-5016-V  | Mercedes-Benz O305                     |                     | 1994 (1983)             | BAJA | Ex 119 ESWE (Wiesbe, Alemania)                                 |
| 425    | AL-5067-V  | Mercedes-Benz O305                     |                     | 1994 (1984)             | BAJA | Ex 44 VWS (Siegen, Alemania)                                   |
| 426    | AL-5068-V  | Mercedes-Benz O305                     |                     | 1994 (1984)             | BAJA | Ex 35 VWS (Siegen, Alemania)                                   |
| 427    | AL-1782-X  | Mercedes-Benz O305G                    |                     | 1998 (1984)             | BAJA | Ex DB (Frankfurt, Alemania) >> Articulado                      |
| 428    | AL-1793-X  | Mercedes-Benz O305G                    |                     | 1998 (1984)             | BAJA | Ex DB (Frankfurt, Alemania) >> Articulado                      |
| 501    | AL-2262-AF | Setra S319NF                           |                     | 04/01/1999              | BAJA | En 2009, renumerado 5407                                       |
| 502    | AL-2261-AF | Setra S319NF                           |                     | 04/01/1999              | BAJA | En 2009, renumerado 5408                                       |
| 503    | AL-2260-AF | Setra S319NF                           |                     | 04/01/1999              | BAJA | En 2009, renumerado 5409                                       |
| 504    | AL-2259-AF | Setra S319NF                           |                     | 04/01/1999              | BAJA | En 2009, renumerado 5410                                       |
| 505    | AL-2258-AF | Setra S319NF                           |                     | 04/01/1999              | BAJA | En 2009, renumerado 5411                                       |
| 506    | AL-2263-AF | Setra S319NF                           |                     | 04/01/1999              | BAJA | En 2009, renumerado 5412                                       |
| 507    | AL-2257-AF | Setra S319NF                           |                     | 04/01/1999              | BAJA | En 2009, renumerado 5413                                       |
| 508    | AL-0080-AF | Setra S315NF                           |                     | 30/11/1998              | BAJA | En 2009, renumerado 5404                                       |
| 509    | AL-0081-AF | Setra S315NF                           |                     | 30/11/1998              | BAJA |                                                                |
| 510    | AL-0082-AF | Setra S315NF                           |                     | 30/11/1998              | BAJA |                                                                |
| 511    | AL-0083-AF | Setra S315NF                           |                     | 30/11/1998              | BAJA | En 2009, renumerado 5405                                       |
| 512    | AL-0084-AF | Setra S315NF                           |                     | 30/11/1998              | BAJA | En 2009, renumerado 5406                                       |
| 601    | 0042 BLT   | Mercedes-Benz O530 Citaro              |                     | 24/07/2001              |      | En 2009, renumerado 5414                                       |
| 602    | 0043 BLT   | Mercedes-Benz O530 Citaro              |                     | 24/07/2001              |      | En 2009, renumerado 5415                                       |
| 603    | 0044 BLT   | Mercedes-Benz O530 Citaro              |                     | 24/07/2001              |      | En 2009, renumerado 5416                                       |
| 604    | 0051 BLT   | Mercedes-Benz O530 Citaro              |                     | 24/07/2001              |      | En 2009, renumerado 5417                                       |
| 605    | 0052 BLT   | Mercedes-Benz O530 Citaro              |                     | 24/07/2001              |      | En 2009, renumerado 5418                                       |
| 606    | 0053 BLT   | Mercedes-Benz O530 Citaro              |                     | 24/07/2001              |      | En 2009, renumerado 5419                                       |
| 607    | 0054 BLT   | Mercedes-Benz O530 Citaro              |                     | 24/07/2001              |      | En 2009, renumerado 5420                                       |
| 608    | 0055 BLT   | Mercedes-Benz O530 Citaro              |                     | 24/07/2001              |      | En 2009, renumerado 5421                                       |
| 609    | 0056 BLT   | Mercedes-Benz O530 Citaro              |                     | 24/07/2001              |      | En 2009, renumerado 5422                                       |
| 610    | 0058 BLT   | Mercedes-Benz O530 Citaro              |                     | 24/07/2001              |      | En 2009, renumerado 5423                                       |
| 611    | 0059 BLT   | Mercedes-Benz O530 Citaro              |                     | 24/07/2001              |      | En 2009, renumerado 5424                                       |
| 612    | 0060 BLT   | Mercedes-Benz O530 Citaro              |                     | 24/07/2001              | BAJA | En 2009, renumerado 5425 >> A 99 EMT Palma (IB) >> A 8499 ALSA |
| 613    | 0061 BLT   | Mercedes-Benz O530 Citaro              |                     | 24/07/2001              |      | En 2009, renumerado 5426                                       |
| 614    | 0062 BLT   | Mercedes-Benz O530 Citaro              |                     | 24/07/2001              |      | En 2009, renumerado 5427                                       |
| 615    | 0063 BLT   | Mercedes-Benz O530 Citaro              |                     | 24/07/2001              |      | En 2009, renumerado 5428                                       |
| 616    | 0017 CKS   | Mercedes-Benz O530 Citaro              |                     | 21/07/2003              |      | En 2009, renumerado 5429                                       |
| 617    | 0128 CKS   | Mercedes-Benz O530 Citaro              |                     | 21/07/2003              |      | En 2009, renumerado 5430                                       |
| 618    | 2347 CKS   | Mercedes-Benz O530 Citaro              |                     | 21/07/2003              |      | En 2009, renumerado 5431                                       |
| 619    | 2319 CKS   | Mercedes-Benz O530 Citaro              |                     | 21/07/2003              |      | En 2009, renumerado 5432                                       |
| 620    | 0081 CKS   | Mercedes-Benz O530 Citaro              |                     | 21/07/2003              |      | En 2009, renumerado 5433                                       |
| 621    | 0072 CKS   | Mercedes-Benz O530 Citaro              |                     | 21/07/2003              |      | En 2009, renumerado 5434                                       |
| 622    | 0058 CKS   | Mercedes-Benz O530 Citaro              |                     | 21/07/2003              |      | En 2009, renumerado 5435                                       |
| 623    | 0048 CKS   | Mercedes-Benz O530 Citaro              |                     | 21/07/2003              |      | En 2009, renumerado 5436                                       |
| 624    | 0030 CKS   | Mercedes-Benz O530 Citaro              |                     | 21/07/2003              |      | En 2009, renumerado 5437                                       |
| 625    | 2331 CKS   | Mercedes-Benz O530 Citaro              |                     | 21/07/2003              |      | En 2009, renumerado 5438                                       |
| 626    | 3545 DKJ   | Mercedes-Benz O530 Citaro              |                     | 11/05/2005              |      | En 2009, renumerado 5439                                       |
| 627    | 3552 DKJ   | Mercedes-Benz O530 Citaro              |                     | 11/05/2005              |      | En 2009, renumerado 5440                                       |
| 628    | 3557 DKJ   | Mercedes-Benz O530 Citaro              |                     | 11/05/2005              |      | En 2009, renumerado 5441                                       |
| 629    | 3563 DKJ   | Mercedes-Benz O530 Citaro              |                     | 11/05/2005              |      | En 2009, renumerado 5442                                       |
| 630    | 3569 DKJ   | Mercedes-Benz O530 Citaro              |                     | 11/05/2005              |      | En 2009, renumerado 5443                                       |
| 631    | 3573 DKJ   | Mercedes-Benz O530 Citaro              |                     | 11/05/2005              |      | En 2009, renumerado 5444                                       |
| 632    | 5831 FNC   | Mercedes-Benz O530 Citaro II           |                     | 02/04/2007              |      | En 2009, renumerado 5446                                       |
| 633    | 5881 FNC   | Mercedes-Benz O530 Citaro II           |                     | 02/04/2007              |      | En 2009, renumerado 5447                                       |
| 634    | 7493 FNC   | Mercedes-Benz O530 Citaro II           |                     | 02/04/2007              |      | En 2009, renumerado 5448                                       |
| 635    | 7516 FNC   | Mercedes-Benz O530 Citaro II           |                     | 02/04/2007              |      | En 2009, renumerado 5449                                       |
| 636    | 7537 FNC   | Mercedes-Benz O530 Citaro II           |                     | 02/04/2007              |      | En 2009, renumerado 5450                                       |
| 637    | 7557 FNC   | Mercedes-Benz O530 Citaro II           |                     | 02/04/2007              |      | En 2009, renumerado 5451                                       |
| 1473   | O-8787-CB  | Mercedes-Benz O405GN2 Hispano V.O.V II |                     | 27/01/1999              | BAJA | Ex 1473 Tua (O), en 2015 a Torrebus de Valencia.               |
| 2954   | 2708 GTW   | Mercedes-Benz Sprinter City            |                     | 05/03/2010              |      |                                                                |
| 2955   | 1183 GVL   | Mercedes-Benz Sprinter City            |                     | 30/03/2010              |      |                                                                |
| 2956   | 1330 GVL   | Mercedes-Benz Sprinter City            |                     | 30/03/2010              |      |                                                                |
| 3160   | 2029 HFX   | Otokar Kent                            |                     | 09/08/2011              |      |                                                                |
| 3161   | 1989 HFX   | Otokar Kent                            |                     | 09/08/2011              |      |                                                                |
| 3162   | 0920 HFX   | Otokar Kent                            |                     | 09/08/2011              |      |                                                                |
| 3163   | 1978 HFX   | Otokar Kent                            |                     | 09/08/2011              |      |                                                                |
| 3164   | 0946 HFX   | Otokar Kent                            |                     | 09/08/2011              |      |                                                                |
| 3165   | 0878 HFX   | Otokar Kent                            |                     | 09/08/2011              |      |                                                                |
| 3166   | 0841 HFX   | Otokar Kent                            |                     |                         |      |                                                                |
| 3167   | 2620 HHT   | Mercedes-Benz O530 Citaro II           |                     | 30/12/2011              |      |                                                                |
| 3168   | 2571 HHT   | Mercedes-Benz O530 Citaro II           |                     | 30/12/2011              |      |                                                                |
| 3169   | 2524 HHT   | Mercedes-Benz O530 Citaro II           |                     | 30/12/2011              |      |                                                                |
| 3170   | 2411 HHT   | Mercedes-Benz O530 Citaro II           |                     | 30/12/2011              |      |                                                                |
| 3171   | 2359 HHT   | Mercedes-Benz O530 Citaro II           |                     | 30/12/2011              |      |                                                                |
| 3172   | 2111 HHT   | Mercedes-Benz O530 Citaro II           |                     | 30/12/2011              |      |                                                                |
| 3173   | 2207 HHT   | Mercedes-Benz O530 Citaro II           |                     | 30/12/2011              |      |                                                                |
| 3174   | 2269 HHT   | Mercedes-Benz O530 Citaro II           |                     | 30/12/2011              |      |                                                                |
| 3341   | 5271 HNG   | Mercedes-Benz O530 Citaro II           |                     | 19/12/2012              |      |                                                                |
| 3342   | 5336 HNG   | Mercedes-Benz O530 Citaro II           |                     | 19/12/2012              |      |                                                                |
| 3343   | **** HNG   | Mercedes-Benz O530 Citaro II           |                     | 19/12/2012              |      |                                                                |
| 3344   | **** HNG   | Mercedes-Benz O530 Citaro II           |                     | 19/12/2012              |      |                                                                |
| 3345   | 5436 HNG   | Mercedes-Benz O530 Citaro II           |                     | 19/12/2012              |      |                                                                |
| 3346   | 8468 HNY   | Volvo 7900                             |                     | 21/02/2013              |      | Híbrido                                                        |
| 3347   | 8328 HNY   | Volvo 7900                             |                     | 21/02/2013              |      | Híbrido                                                        |
| 3348   | 8431 HNY   | Volvo 7900                             |                     | 21/02/2013              |      | Híbrido                                                        |
| 3449   | 5561 HSD   | Mercedes-Benz O530 Citaro II           |                     | 17/07/2013              |      |                                                                |
| 3450   | 6174 HSD   | Mercedes-Benz O530 Citaro II           |                     | 17/07/2013              |      |                                                                |
| 3451   | 6232 HSD   | Mercedes-Benz O530 Citaro II           |                     | 17/07/2013              |      |                                                                |
| 3452   | 6284 HSD   | Mercedes-Benz O530 Citaro II           |                     | 17/07/2013              |      |                                                                |
| 3453   | 6308 HSD   | Mercedes-Benz O530 Citaro II           |                     | 17/07/2013              |      |                                                                |
| 3454   | 6339 HSD   | Mercedes-Benz O530 Citaro II           |                     | 17/07/2013              |      |                                                                |
| 3455   | 6353 HSD   | Mercedes-Benz O530 Citaro II           |                     | 17/07/2013              |      |                                                                |
| 3456   | 6358 HSD   | Mercedes-Benz O530 Citaro II           |                     | 17/07/2013              |      |                                                                |
| 3457   | 6370 HSD   | Mercedes-Benz O530 Citaro II           |                     | 17/07/2013              |      |                                                                |
| 3673   | 2778 JCS   | Mercedes-Benz O530 Citaro III          |                     | 19/02/2015              |      |                                                                |
| 3674   | 2538 JCS   | Mercedes-Benz O530 Citaro III          |                     | 19/02/2015              |      |                                                                |
| 3675   | 2648 JCS   | Mercedes-Benz O530 Citaro III          |                     | 19/02/2015              |      |                                                                |
| 3676   | 2700 JCS   | Mercedes-Benz O530 Citaro III          |                     | 19/02/2015              |      |                                                                |
| 3677   | 2742 JCS   | Mercedes-Benz O530 Citaro III          |                     | 19/02/2015              |      |                                                                |
| 3678   | 3673 JDX   | Mercedes-Benz O530 Citaro III G        |                     | 17/04/2015              |      | Articulado                                                     |
| 5445   |            |                                        |                     |                         |      | Tren turístico                                                 |